# Cogny (Cher)
Cogny é uma comuna francesa na região administrativa do Centro, no departamento Cher. Estende-se por uma área de 18 km². Em 2010 a comuna tinha 37 habitantes (densidade: 2,1 hab./km²).